# Micrastur semitorquatus
Micrastur semitorquatus е вид птица от семейство Соколови (Falconidae).

## Разпространение
Видът е разпространен в Аржентина, Белиз, Боливия, Бразилия, Венецуела, Гватемала, Гвиана, Еквадор, Колумбия, Коста Рика, Мексико, Никарагуа, Панама, Парагвай, Перу, Салвадор, Суринам, САЩ, Френска Гвиана и Хондурас.